# Аранца
Аранца, Аранас (баск. Arantza (офіційна назва), ісп. Aranaz) — муніципалітет в Іспанії, у складі автономної спільноти Наварра. Населення — 641 особа (2009).
Муніципалітет розташований на відстані близько 350 км на північний схід від Мадрида, 42 км на північ від Памплони.
На території муніципалітету розташовані такі населені пункти: (дані про населення за 2009 рік)
- Аранца: 321 особа
- Аєнца: 68 осіб
- Аскіларреа: 78 осіб
- Бордаларреа: 44 особи
- Егускіальдеа: 130 осіб

## Демографія
Динаміка населення (INE ):

## Галерея зображень

Розташування муніципалітету